# Йеркская обсерватория

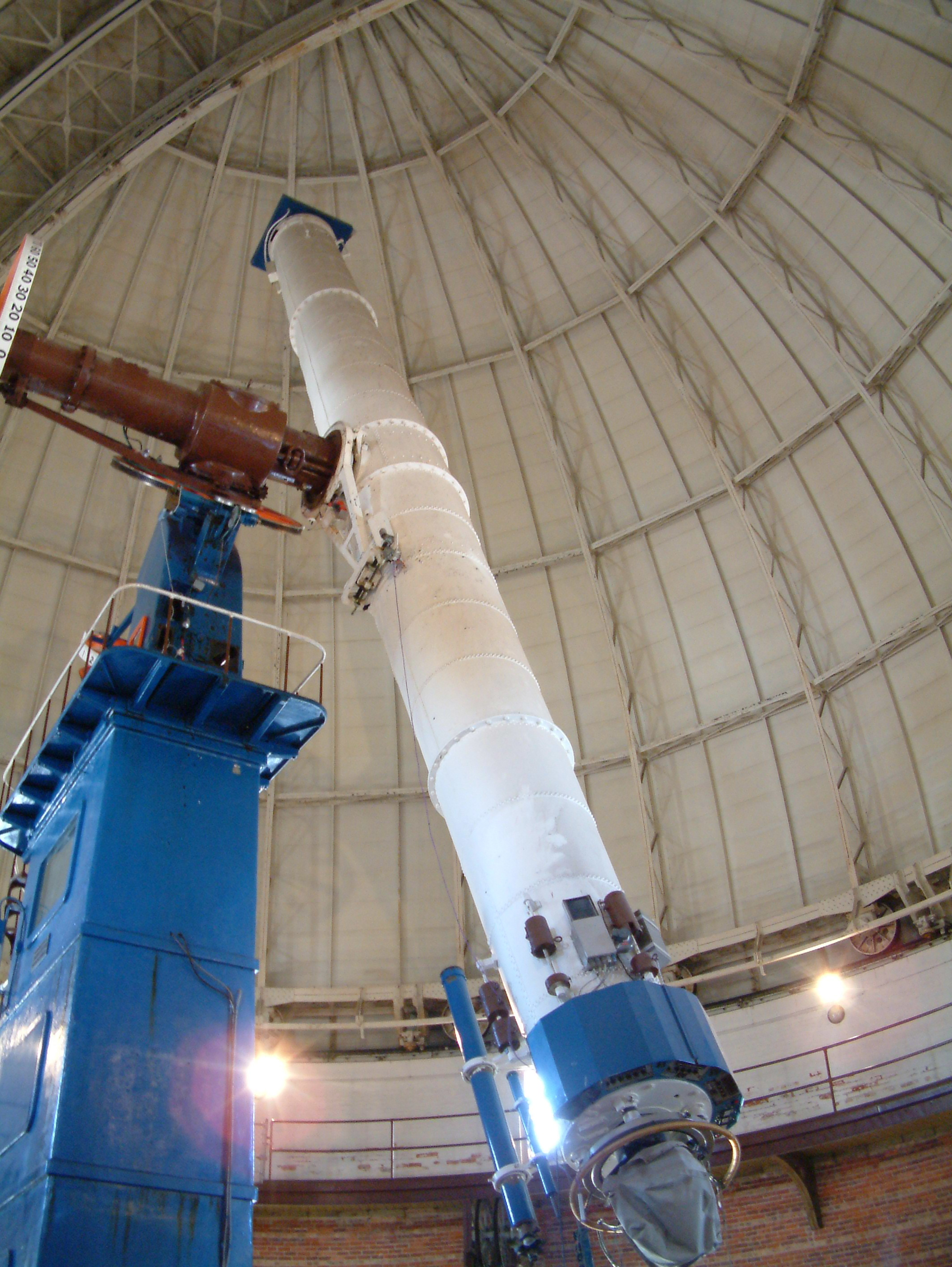
40-дюймовый телескоп-рефрактор Йеркской обсерватории. Снимок 2006 года

Йе́ркская обсервато́рия (англ. Yerkes Observatory, код обсерватории «754») — астрономическая обсерватория Чикагского университета, расположенная в Уильямс-Бее, штат Висконсин, США.

## Описание
Йеркская обсерватория была основана в 1897 году Джорджем Хейлом и финансировалась Чарльзом Йерксом. В этой обсерватории находится 40-дюймовый (1,02 метра) телескоп-рефрактор, изготовленный фирмой Элвина Кларка и установленный в обсерватории в год её основания; это был самый большой телескоп в мире до создания Маунт-Вилсоновского рефлектора. На данный момент он остаётся самым большим рефракторным телескопом из когда-либо использовавшихся. Также в обсерватории есть 40-дюймовый и 24-дюймовый (61 сантиметр) телескоп-рефлектор. Несколько меньших по размеру телескопов также используются в образовательных целях.
Текущие направления исследований включают межзвёздное вещество, образование шаровых скоплений, инфракрасную астрономию и околоземные объекты. Чикагский университет поддерживает в обсерватории инженерный центр, специализирующийся на изготовлении и поддержке научных инструментов.
Йеркская обсерватория стала местом съёмок боевика «Цепная реакция» (1996 год), в котором герой впервые предстаёт наблюдающим в сорокадюймовый рефрактор.
В честь Йеркской обсерватории назван астероид (990) Йеркс, который был открыт в ней в 1922 году астрономом Жоржем ван Бисбруком.

## Телескопы
- 40-дюймовый (102 см) рефрактор
- 40-дюймовый (102 см) рефлектор
- 24-дюймовый (61 см) рефлектор
- 10-дюймовый (25 см) рефлектор системы Кассегрена
- 7-дюймовая (18 см) камера Шмидта

## Известные сотрудники
- Бисбрук, Жорж ван
- Дейч, Армин
- Кларк, Элвин
- Маанен, Адриан ван
- Морган, Уильям Уилсон
- Росс, Фрэнк Элмор
- Стрёмгрен, Бенгт Георг Даниель
- Струве, Отто Людвигович
- Хаббл, Эдвин Пауэлл
- Хайнек, Джозеф Аллен
- Хаутен, Корнелис Йоханнес ван
- Хейл, Джордж Эллери